# Pescasseroli
Pescasseroli es un municipio situado en el territorio de la Provincia de L'Aquila, en Abruzos (Italia).

## Demografía
| Gráfica de evolución demográfica de Pescasseroli entre 1861 y 2001 |
|                                                                    |
| fuente ISTAT - elaboración gráfica a cargo de Wikipedia            |

- Datos: Q50121
- Multimedia: Pescasseroli / Q50121

1. ↑  Worldpostalcodes.org, código postal n.º 67032.
2. ↑  «Codici Catastali». Comuni-italiani.it (en italiano). Consultado el 29 de abril de 2017.